# Paratunka
Paratunka (ros. Паратунка) – wieś w Rosji, w Kraju Kamzackim, w rejonie jelizowskim. W 2010 liczyła 1619 mieszkańców.